# El chico sucio
El chico sucio es un cuento de la escritora argentina Mariana Enriquez, publicado por primera vez en su libro Las cosas que perdimos en el fuego en 2009, y reeditado por Anagrama en 2017. El cuento pertenece al género del terror psicológico y se destaca por su atmósfera inquietante, la crudeza de su contenido y su ambientación urbana en Buenos Aires. La historia explora temas como la marginación, la atracción por la oscuridad, la decadencia social y la fascinación morbosa por lo abyecto.

## Argumento
La narradora, una joven periodista recientemente mudada al barrio de Constitución, en Buenos Aires, desarrolla una relación ambigua con un niño de la calle al que llama “el chico sucio”. El niño aparece siempre sucio, con olor fétido y signos de desnutrición, y suele frecuentar una plaza cercana. A pesar de su apariencia y comportamiento perturbadores, la narradora siente una atracción inexplicable hacia él y comienza a brindarle comida y compañía.
Con el tiempo, su obsesión crece hasta que la narradora descubre aspectos macabros sobre la vida del chico, como su conexión con un entorno de violencia, drogadicción y prácticas posiblemente sobrenaturales. El cuento culmina con una escena ambigua y perturbadora que deja al lector en estado de inquietud, sin ofrecer una resolución clara.

## Análisis temático
El chico sucio combina elementos del realismo sucio con el horror gótico contemporáneo. Mariana Enriquez sitúa el horror en el paisaje urbano argentino, utilizando como recurso la figura del niño marginalizado, que representa tanto el abandono estatal como una amenaza simbólica para la clase media. La narradora encarna la contradicción entre el deseo de ayudar y el impulso voyeurista hacia el sufrimiento ajeno.
El cuento puede interpretarse como una metáfora del colapso social, donde lo monstruoso no proviene de lo sobrenatural sino de la normalización de la miseria. Enriquez subvierte la idea del "niño inocente" al presentar una figura infantil que genera repulsión y fascinación a partes iguales. Asimismo, el relato explora temas de culpa, morbo, y los límites de la empatía.

## Recepción crítica
El chico sucio ha sido señalado por críticos literarios como uno de los cuentos más impactantes de Mariana Enriquez. Ha sido elogiado por su capacidad para generar terror sin recurrir a elementos explícitamente sobrenaturales, y por su estilo descarnado y sugestivo. El cuento también ha sido incluido en análisis académicos sobre la literatura gótica latinoamericana contemporánea.
En reseñas sobre Las cosas que perdimos en el fuego, varios comentaristas han destacado este cuento por su potencia atmosférica y su retrato sombrío de la ciudad de Buenos Aires. Críticos como Beatriz Sarlo y Ricardo Piglia han señalado la obra de Enriquez como una renovación del cuento argentino en clave de horror y realismo marginal.